# 과천 보광사 목조여래좌상
과천 보광사 목조여래좌상(果川 普光寺 木造如來坐像)은 대한민국 경기도 과천시 보광사에 있는, 조선시대의 목조 불상이다. 1996년 12월 24일 경기도의 유형문화재 제162호로 지정되었다.

## 개요
보광사 법당 내에 봉안되어 있는 높이 164cm의 목조여래좌상으로 목조 대좌를 구비하고 있다.
나발의 머리에 계주만이 표시되어 전체적으로 둥근 형상을 하고 있다. 상호는 약간 갸름해 보이고 귀는 짧은 반면, 백호·눈썹·반개한 눈·오똑한 코·인중이 표현되었다. 법의는 통견으로 옷주름이 양 어깨로부터 흘러 복부에 이르러서는 유연한 U자형을 이루며 무릎을 덮고 있는데, 양 발목의 하부에는 부채꼴의 주름을 이룬다. 가슴과 배 사이에는 단엽 5판의 앙련이 조각된 의대가 있다. 오른손은 무릎을 대고 왼손은 별도로 조성하였는데 중지와 약지손가락을 구부렸다. 대좌는 상·하대를 구비하고 있는데 모두 16판의 단판 복엽 연화문을 돌리고 있고, 연판의 사이에는 간엽이 표현되었다.
전체적으로 금도금이 된 상태로 전체적인 양식상 조선시대 전기에 조성된 것으로 추정된다.

## 같이 보기
- 보광사

## 참고 문헌
- 《경기도문화재총람》, 250쪽, 경기도, 2005

## 참고 자료
- 보광사목조여래좌상 - 국가유산청 국가유산포털
- 보광사 목조여래좌상 - 과천시 문화관광